# Siège de Rome (549-550)
 (création article).
Pour les autres sacs de la ville de Rome, voir Sac de Rome.
Pour les autres sièges de la ville de Rome, voir Siège de Rome.
Guerre des Goths (535-553)
Batailles
- Palerme (535)
- Naples (536)
- Rome (537-538)
- Vérone (541)
- Faventia (542)
- Mucellium (542)
- Naples (542-543)
- Rome (546)
- Rome (549-550)
- Sena Gallica (551)
- Taginae (552)
- Vésuve (552)
- Volturno (554)

Le troisième siège de Rome par les Goths a lieu en 549 et 550, lorsque les Ostrogoths, dirigés par Totila, mènent une campagne de reconquête de l'Italie contre l'Empire byzantin. Après un long blocus, les soldats de la garnison de la ville ouvrent finalement les portes de la ville. De nombreux habitants sont tués sur place ou en tentant de fuir. La ville a ensuite été repeuplée et reconstruite.

## Contexte
Totila, chef militaire et politique des Ostrogoths, s'efforce de reconquérir l'ensemble de l'Italie, contrôlée alors par l'empereur byzantin Justinien et son grand général, Bélisaire. Bélisaire a en effet pris le contrôle de la plus grande partie de l'Italie, y compris la capitale des Ostrogoths, Ravenne Les Ostrogoths amènent alors Totila au pouvoir. Il reprend avec succès l'offensive, dès le retour de Bélisaire à Constantinople. Ces guerres gothiques dévastent une grande partie de l'Italie.
En 549 et 550, Totila assiège Rome, pour la troisième et dernière fois.

## Siège
Totila tente d'abord une attaque directe contre Rome en prenant d'assaut les murs et en essayant de déborder la petite garnison de 3 000 hommes, sans succès. Il décide ensuite de préparer le siège de la ville, pour affamer ses défenseurs, plutôt que de perdre plus de ses propres soldats. Il  sait que le siège pourra prendre des mois ou des années, mais il est dans une bien meilleure position que lors de sa dernière tentative. La ville a de son côté été préparée à un siège par son commandant byzantin Diogène : elle dispose de réserves, des champs de blé ont été semés à l'intérieur des murs, et ses murailles ont été réparées.
Totila propose aux soldats romains, qui souffrent de la faim et de mauvais traitements infligés indirectement par Justinien, le choix entre se rendre et se rallier à lui en échange d'une somme considérable, comme cela avait été le cas au cours du second siège ou continuer le combat pour Justinien, qui ne les avait pas payés depuis des années, et risquer d'être tué. Une partie des défenseurs ouvrent une des portes. Les hommes de Totila entrent alors dans la ville et détruisent la garnison romaine, restée sans méfiance. Ils balayent la ville, tuant et pillant tout, mais épargnent les femmes, sur les ordres de Totila. Escomptant que les nobles et le reste de la garnison vont fuir dès la prise des murailles, Totila les piège le long des routes vers les villes voisines qui ne sont pas encore sous son contrôle. De nombreux Romains sont capturés lors de leur fuite de Rome. Seuls quelques-uns, dont Diogène échappent à ces embuscades.

## Conséquences
Lors des précédents sièges, Totila avait l'intention de détruire Rome, mais après ce dernier siège, il décide de la repeupler, de la reconstruire et de la défendre contre toutes les attaques à venir à partir de Justinien.